# Cathédrale de Phnom Penh
La cathédrale de Phnom Penh est le siège du vicaire apostolique du Cambodge et l'église-mère de l'Église catholique romaine au Cambodge. Une nouvelle cathédrale est actuellement en projet. L'ancienne cathédrale du Christ-Roi de Phnom Penh était un édifice religieux catholique important de la capitale du Cambodge. Construite en 1952 pour être le siège du vicariat apostolique de Phnom Penh, elle est détruite par les Khmers rouges en 1975.

## L'église Saint-Joseph, première cathédrale de Phnom Penh
La communauté chrétienne de Phnom Penh existe au bord du Mékong depuis l'installation de la cour royale à Phnom Penh après sa migration de la ville royale d'Oudong. Depuis sa construction, l'église Saint-Joseph servait de cathédrale aux catholiques du Cambodge. Les plans d'une nouvelle cathédrale sont conçus par Mgr Valentin Herrgott au début des années 1950. Ce dernier fait également construire l'évêché juste à côté.

## La cathédrale du Christ-Roi, cathédrale du Cambodge

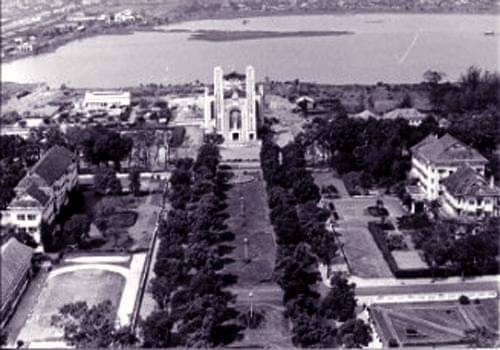
Vue aérienne de la cathédrale avant 1970.
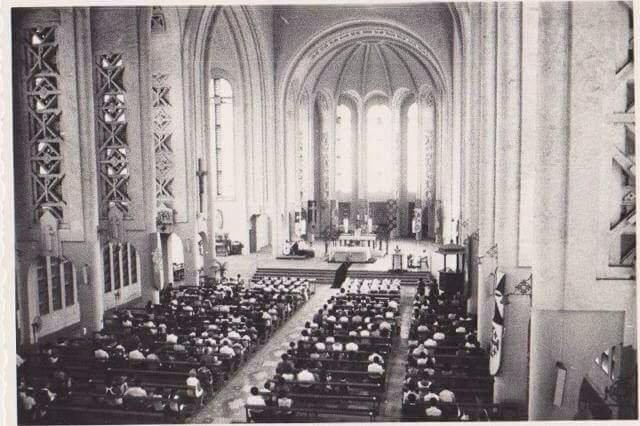
Vue de l'intérieur de la cathédrale
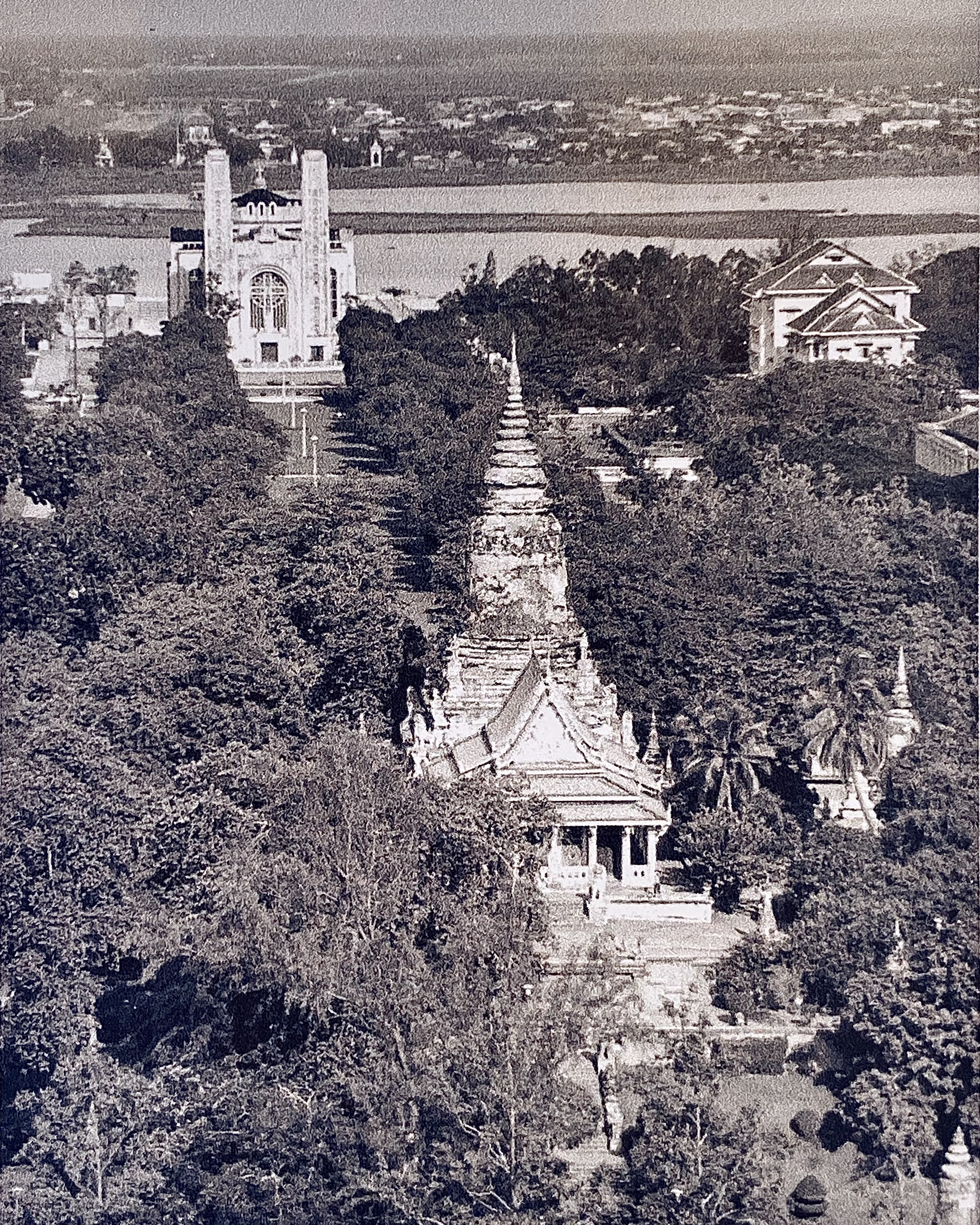
Perspective du Wat Phnom, qui se prolonge par la cathédrale

### Une cathédrale pour rebâtir l'Église au Cambodge après la guerre d'Indochine
La construction de la nouvelle cathédrale est financée en grande partie par les dommages de guerre versés par la France pour les églises détruites pendant la guerre d'Indochine. De nombreux dons privés affluent aussi de ceux comme le capitaine Gérard de Cathelineau qui admirent l' « acte de courage » d'un évêque qui se lance dans un si grand projet alors que la situation politique du pays est si incertaine.

### Travaux
Les travaux commencent en 1952 quand le pays est encore un protectorat français au sein de l'Indochine française ; la première pierre est bénite le 26 octobre 1952 par Mgr Chabalier M.E.P., vicaire apostolique de Phnom Penh en présence du père du roi, le prince Norodom Suramarit et de Jean Risterucci, commissaire de République française au Cambodge. À l'époque, la nouvelle cathédrale est un des plus grands chantiers de la ville.

### Caractéristiques

#### Dimensions
Les dimensions du bâtiment sont imposantes : 80 m de longueur, 36 m de largeur au transept, avec une nef de 20 m de large, et deux tours qui culminent à 60 m de hauteur, le plus haut bâtiment de la ville à l'époque.

#### Architecture

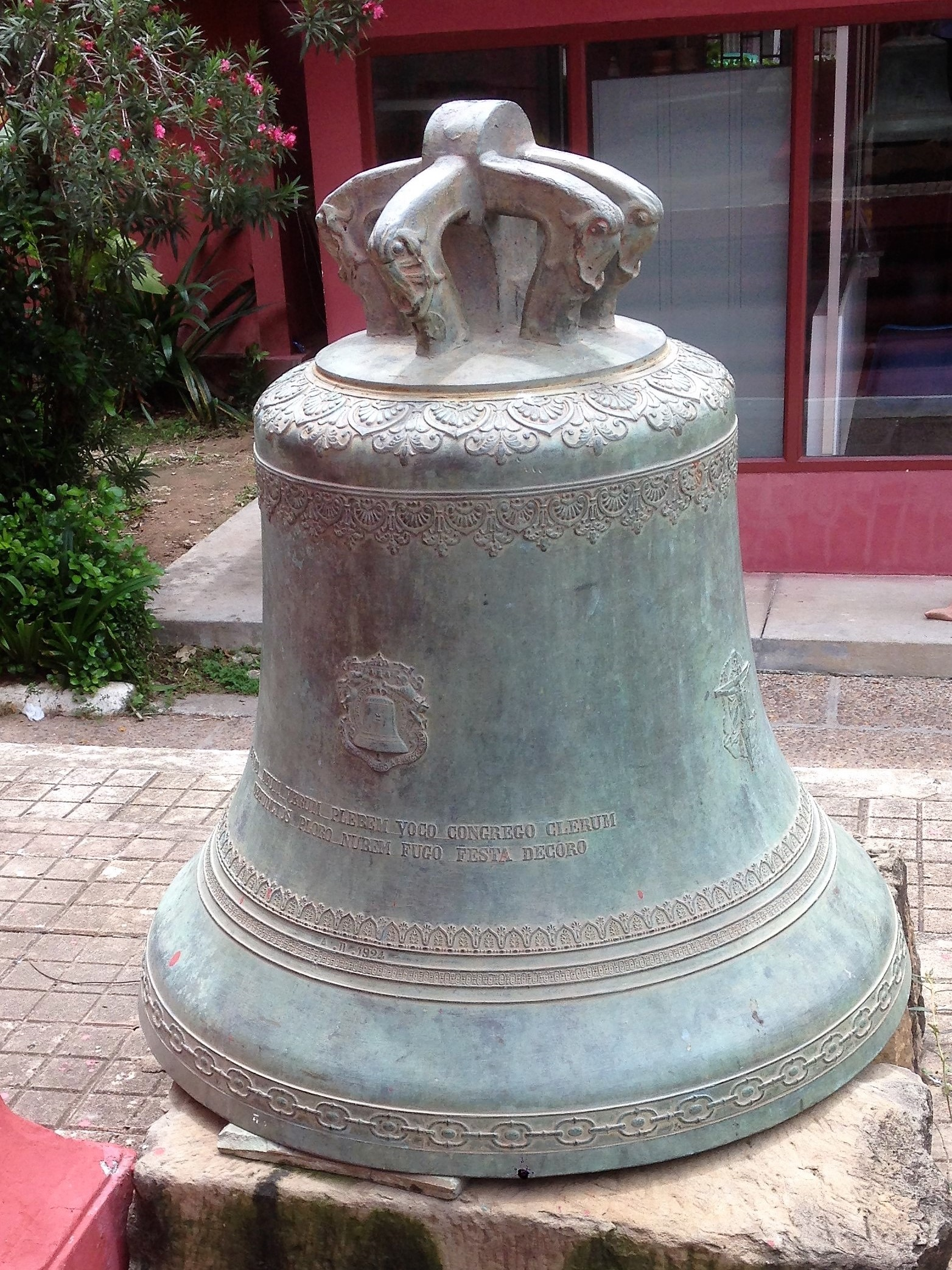
Une cloche de la cathédrale, maintenant devant le musée national.

La cathédrale est construite dans un style triomphal néo-gothique. 
Les tours abritent cinq cloches, fondues par l'entreprise Paccard, d'Annecy. Les vitraux sont exécutés en Belgique.

#### Localisation
La cathédrale fait alors face au Wat Phnom, le symbole même de la ville, mais plus haute avec ses 60 m. La très grande partie de la population étant de religion bouddhiste voit là une concurrence étrangère. 

### Inauguration et consécration au Christ Roi
La nef est inaugurée en 1955 et la façade terminée en 1962, Mgr Gustave Raballand étant alors vicaire apostolique de Phnom Penh. La première grande célébration qui a lieu dans la cathédrale non encore complètement terminée sont d'ailleurs les funérailles de Mgr Chabalier le 15 juin 1955. La cathédrale est consacrée au Christ-Roi de l'Univers.

### Une cathédrale dynamitée par les Khmers rouges

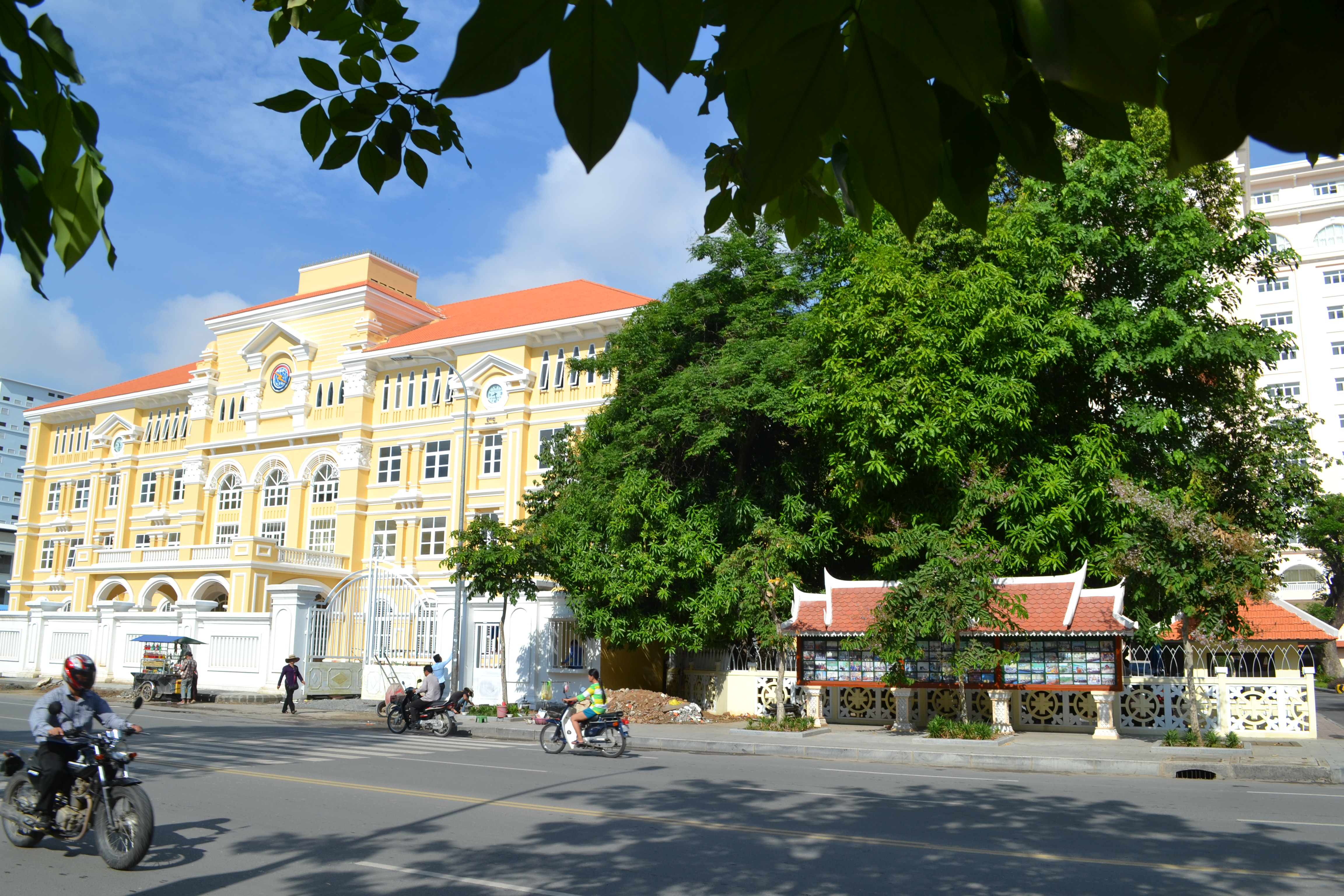
À gauche sur la photo, le bâtiment du ministère des Postes et Télécommunication, construit sur l'emplacement de la cathédrale. À droite, l'ancien évêché, aujourd'hui Hôtel de ville de Phnom Penh. On remarque sur la clôture les croix et fleurs de lys.

Le bâtiment est détruit en 1976 par le régime des Khmers rouges, au même titre que le monument aux morts de Phnom Penh ou la Banque nationale du Cambodge. Malgré la complexité d'une telle opération d'annihilation totale d'un bâtiment en béton armé, aucun document officiel ne circule à ce jour au sujet de cette destruction. Seul l'évêché, actuelle mairie de Phnom Penh, subsiste aujourd'hui.

### Le projet d'une nouvelle cathédrale à Phnom Penh Thmey
Aujourd'hui, il n'y a toujours pas de cathédrale à Phnom Penh, dans un pays qui compte plus de 90 % de bouddhistes. Un projet de reconstruction existe à Phnom Penh Thmey. Le terrain est acquis depuis plusieurs années, sans que la décision de construction soit prise.